# Badra Ali Sangaré
Badra Ali Sangaré (Bingerville, Costa de Marfil, 30 de mayo de 1986) es un futbolista marfileño. Juega como guardameta en el Sekhukhune United F. C. de la Premier Soccer League.

## Selección nacional
Ha sido internacional con la selección de fútbol de Costa de Marfil en 32 ocasiones.

### Participaciones en Juegos Olímpicos
| Olimpiada                      | Sede  | Resultado        | Partidos | Goles |
| ------------------------------ | ----- | ---------------- | -------- | ----- |
| Juegos Olímpicos de Pekín 2008 | China | Cuartos de final | 0        | 0     |

### Participaciones en Copas Africanas
| Copa                           | Sede            | Resultado        | Partidos | Goles |
| ------------------------------ | --------------- | ---------------- | -------- | ----- |
| Copa Africana de Naciones 2013 | Sudáfrica       | Cuartos de final | 0        | 0     |
| Copa Africana de Naciones 2017 | Gabón           | Fase de grupos   | 0        | 0     |
| Copa Africana de Naciones 2019 | Egipto          | Cuartos de final | 0        | 0     |
| Copa Africana de Naciones 2021 | Camerún         | Octavos de final | 4        | 0     |
| Copa Africana de Naciones 2023 | Costa de Marfil | Campeón          | 0        | 0     |

### Participaciones en Campeonatos Africanos
| Copa                                    | Sede   | Resultado      |
| --------------------------------------- | ------ | -------------- |
| Campeonato Africano de Naciones de 2011 | Sudán  | Fase de grupos |
| Campeonato Africano de Naciones de 2016 | Ruanda | Tercer lugar   |

## Clubes
| Club                     | País            | Año       |
| ------------------------ | --------------- | --------- |
| ES Bingerville           | Costa de Marfil | 2004-2005 |
| Chonburi FC              | Tailandia       | 2006-2007 |
| BEC Tero Sasana FC       | Tailandia       | 2007-2008 |
| Olympic Charleroi        | Bélgica         | 2009      |
| Séwé Sports de San Pédro | Costa de Marfil | 2009-2012 |
| Ivoire Académie          | Costa de Marfil | 2012-2014 |
| ASEC Mimosas             | Costa de Marfil | 2014-2015 |
| AS Tanda                 | Costa de Marfil | 2015-2017 |
| Free State Stars         | Sudáfrica       | 2017-2018 |
| Uthongathi FC            | Sudáfrica       | 2019-2020 |
| JDR Stars                | Sudáfrica       | 2020-2022 |
| Sekhukhune United F. C.  | Sudáfrica       | 2022-     |

## Palmarés

### Títulos nacionales
| Título                  | Club             | País            | Año  |
| ----------------------- | ---------------- | --------------- | ---- |
| Copa de Costa de Marfil | ASEC Mimosas     | Costa de Marfil | 2014 |
| Copa de Sudáfrica       | Free State Stars | Sudáfrica       | 2018 |

### Títulos internacionales
| Título                    | Equipo          | Sede            | Año  |
| ------------------------- | --------------- | --------------- | ---- |
| Copa Africana de Naciones | Costa de Marfil | Costa de Marfil | 2023 |